# テカムセの戦争

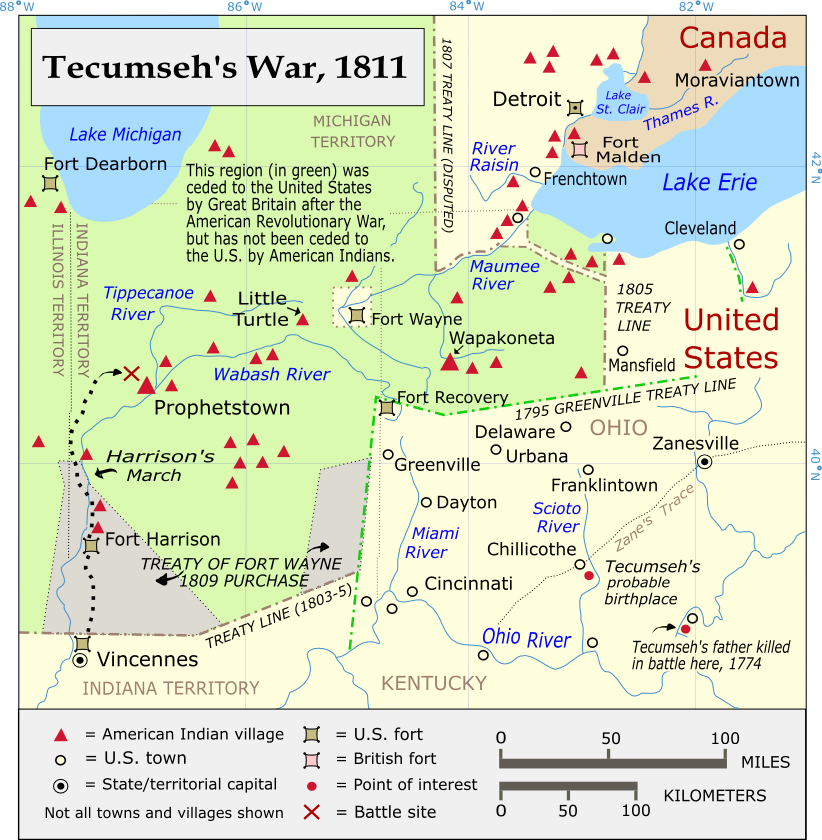
テカムセの戦争の戦場図

テカムセの戦争（テカムセのせんそう、英: Tecumseh's War）、またはテカムセの反乱（テカムセのはんらん、英: Tecumseh's Rebellion）は、アメリカ合衆国北西部領土で、アメリカ合衆国に領土を奪われたショーニー族をはじめとするインディアン部族同盟が蜂起し、アメリカ軍と抵抗戦を交えた「インディアン戦争」である。

## 概要
合衆国による領土侵略に対して、ショーニー族のテカムセの呼びかけでインディアン諸部族が蜂起したこの戦争は1811年の「ティッペカヌーの戦い」でアメリカ軍のウィリアム・ヘンリー・ハリソンの勝利で終わったと考えられがちであるが、米英戦争の時 (1812年 - 1815年)までテカムセたちの反抗は継続したので、米英戦争の一部とも見なされている。
インディアンの社会には、独任制の代表である首長は存在しない。インディアンは合議制民主主義に則って、すべての取り決めを連座の合議で決定する。白人はテカムセをこの戦いの「指導者」、「扇動者」とみなし、「テカムセの戦争」と名付けているが、テカムセは独断でこれを指導したわけではない。テカムセは「尊敬を集める大戦士」、または「調停役」である酋長として、白人による領土侵略を断固拒み、交戦派の意見を代表して白人と交渉しているのである。

## 北西インディアン戦争の後

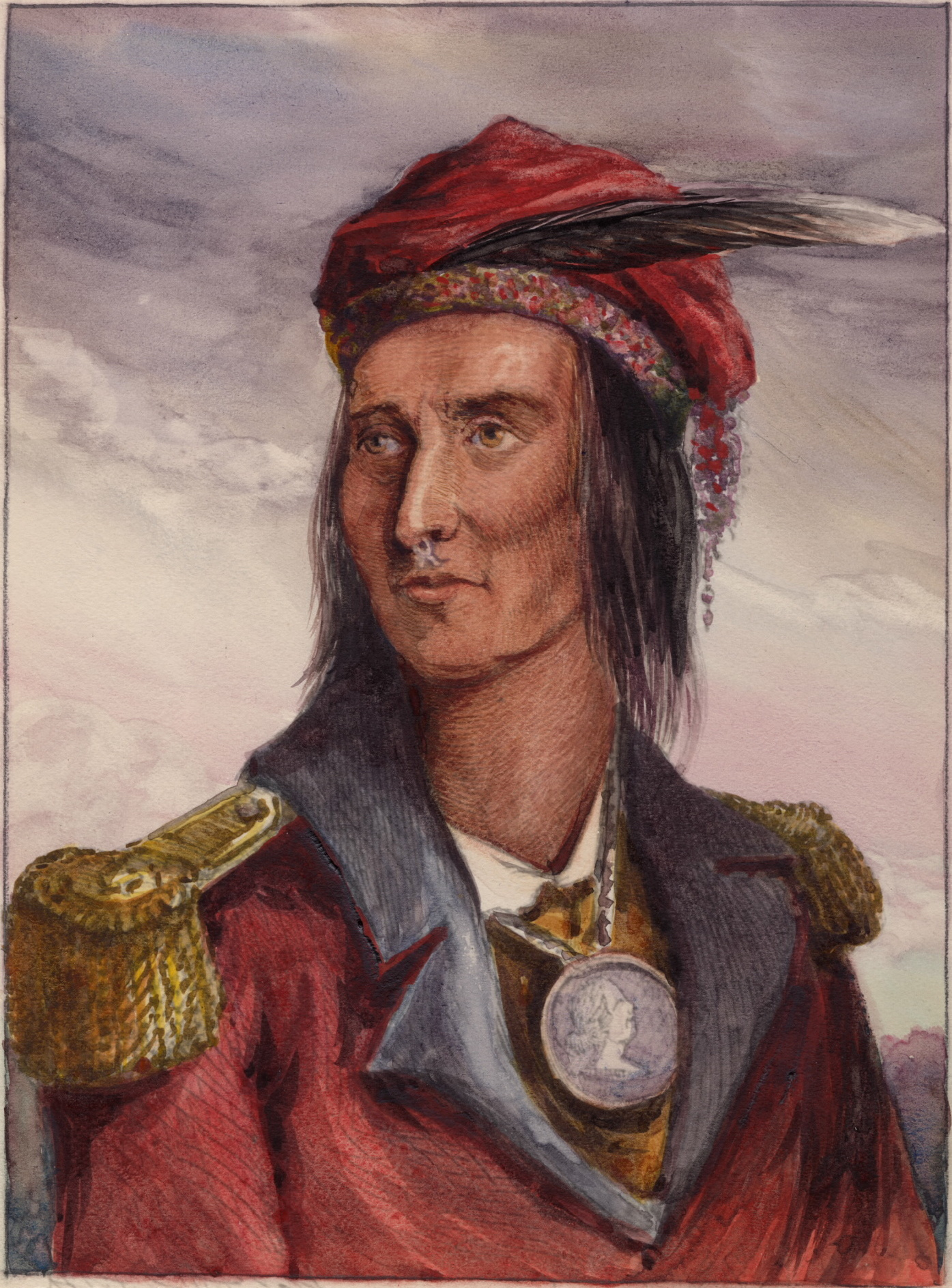
ショーニー族の英雄テカムセ

この戦争の2人の主たる敵対者、テカムセとウィリアム・ヘンリー・ハリソンは、1794年に北西インディアン戦争の終わりとなったフォールン・ティンバーズの戦いにまだ若い兵士・戦士として参加していた。テカムセは、北西インディアン戦争を終結させ、ショーニー族や他のアメリカ・インディアンが住んでいた今日のオハイオ州の大部分をアメリカ合衆国に割譲することになったグリーンビル条約に署名することを拒否していた。しかし、その地域の多くのインディアン部族は条約を受け入れ、それに続く10年間はインディアン部族を統合したアメリカの支配権に対する反抗が影を潜めたままだった。
グリーンビル条約の後、オハイオのショーニー族の大半はブラック・フーフ酋長の条約調印（×印を書くだけである）後、オーグレーズ川ワパコネタにあるショーニー族集落に定住していた。北西インディアン戦争に参加したマイアミ族のリトルタートルことミシキナクヮ酋長も条約に調印（×印を書くだけである）し、イール川の彼の集落に住んでいた。ブラック・フーフことカテカハッサ酋長と、リトルタートル酋長の二人とも、合衆国の同化政策に従って、白人文化を取り入れ順応しようとしていた。

## 宗教復活
1805年、ショーニー族内では、テカムセの弟である「預言者」テンスクヮタワによって、インディアンの白人入植者排斥主義的宗教が復活し、白人社会への順応を受け入れた酋長達の影響力に脅しをかけた。テンスクヮタワの考えは多くのインディアンの共感を呼び、彼らに白人のやり方を拒絶させ、合衆国からのさらなる土地の収奪を止めさせた。合衆国と協力して行く方向に傾いていた多くのインディアンが、裏切り者として殺された。ブラック・フーフも裏切り者扱いされたが、危害は加えられなかった。テンスクヮタワはグリーンビルの彼の集落から、ブラック・フーフの合衆国との友好関係の体面を傷つけることもした。

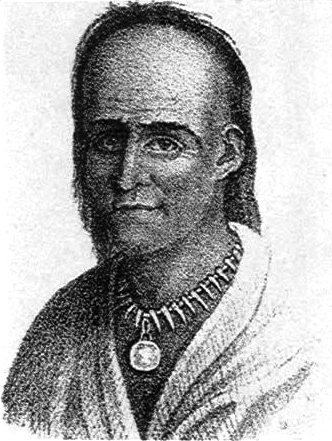
ミシキナクヮ酋長（リトル･タートル）

1808年までに白人とワパコネタのショーニー族との間の緊張関係が募り、テカムセとテンスクヮタワは集落を立ち退き、さらに北西に行ってウォバッシュ川とティピカヌー川が合流するところの近くにプロフェッツタウンの集落を作った。リトルタートル酋長はこの兄弟を歓迎できないことを伝えたが、これは無視された。その次の3年間、テカムセは合衆国東部全域を旅し、篝火を囲んだ何百もの会議の席上で演説して回った。テカムセはインディアンと白人の間の歴史について豊富な知識を持っており、それを演説で効果的に使用した。こうしてテンスクヮタワの教義は広く知られることになり、多くのインディアン部族から賛同者を惹きつけた。その部族はショーニー族、カナダのイロコイ族、チカマウガ族、フォックス族、マイアミ族、ミンゴ族、オジブワ族、オッタワ族、キカプー族、デラウェア族、マスクーテン族、ポタワトミ族、ソーク族およびワイアンドット族（ヒューロン族）であった。テカムセはこれら部族同盟の調停者として尊敬を集めたが、宗教的な訴えによってその基礎を築いたのは弟テンスクヮタワの方だった。

## 政治的同盟

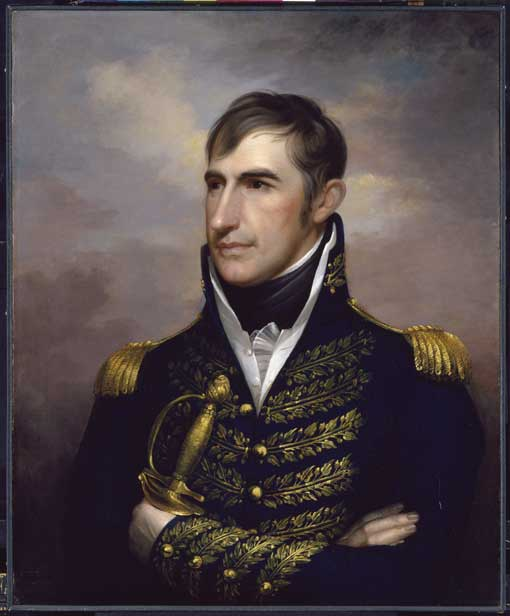
ウィリアム・ハリソン

一方1800年に、ウィリアム・ヘンリー・ハリソンは新しく作られたインディアナ準州の知事となり、ビンセンズにその政庁を置いた。ハリソンはアメリカ植民地政策の拡張のために、インディアンの土地に対する所有権を確保しようとした。特にハリソンはインディアナが州に昇格するために必要なだけの白人の入植者を引き付けようと期待した。ハリソンはアメリカ・インディアンと多くの土地の割譲に関する条約交渉を行い、1809年9月30日のウェイン砦の条約で完結させていた。この条約では、リトルタートルや他の部族の酋長たちが約12,000㎢の土地の、合衆国への売却書面に調印（×印を書くだけである）した。
テカムセはウェイン砦での条約を聞いて激怒し、その後は傑出した雄弁家として頭角を現した。テカムセは何年も前にショーニー族のブルージャケットや、モホーク族のジョセフ・ブラントが行ったのと同じ考え方を再び同胞たちに呼びかけた。
その考え方とは、「アメリカ・インディアンの土地はあらゆる部族共通の持ち物であり、全部族の了解無しに土地を売却してはならない」というインディアン文化の基本理念だった。白人たちはもともと代表権のない酋長に「部族代表」として条約署名（×印を書くだけである）させて、全部族の了承を得たものとし、その後で武力で彼らを彼らの領土から追い出してきた。しかしこれは、インディアン側にとっては合議を経ていないルール破りだった。
インディアンたちの怒りは高まっていたが、テカムセは合衆国との本格的な交渉の前に、合衆国との条約に署名したインディアンたち全てを排除すべきであると呼びかけた。テカムセは広く歩き回り、戦士たちに順応派の酋長の意見に耳を貸さずに、プロフェッツタウンの抵抗戦に加わるように熱弁をふるった。テカムセはウェイン砦の条約が不法だと主張した。テカムセはハリソンに条約の無効を主張し、「白人は条約でインディアンから奪った土地の入植を進めてはならない」と警告した。
1810年8月20日、テカムセはハリソンと、インディアナのヴィンセンズに置かれたハリソンの本営で初めて会見した。テカムセはウェイン砦の条約の内容を非難し、一方のハリソンは条約が有効であることを確認し、双方は歩み寄ることはなかった。1811年夏、テカムセとハリソンは再びヴィンセンズで会見し、数人の開拓者がインディアンに殺害された事件を持ち出しハリソンがテカムセたちを糾弾した。テカムセはハリソン側の法の裁きに委ねることを拒否した。
ショーニー族の兄弟は合衆国との和平を保つ意図があることを約束した。テカムセはその後、南部に旅していわゆる「文明化五部族」の中で同盟者を募った。南部の部族の大半はテカムセの申し出を拒絶したが、後に「レッド・スティックス（赤い棒）」として知られるようになるクリーク族の戦士団だけが、テカムセの武器を取って立ち上がろうという蜂起案に賛同した。「レッド・スティックス」は米英戦争のなかで「クリーク戦争」を戦った。

## ティッペカヌーの戦い
テカムセが南部にいる間に、ハリソン知事は1,000名以上の部隊を引き連れ、ビンセンズからウォバッシュ川を遡ってテンスカタワとその仲間を脅そうとした。ハリソン隊は途中で今日のテレホート近くにハリソン砦を造った。ハリソン砦にいる間に、陸軍長官のウィリアム・ユースティスからの命令が届いた。それは「もし必要ならばプロフェッツタウンにインディアン達を追い払うために武力を行使しても良い」というものだった。1811年11月6日遅くにハリソン隊がプロフェッツタウンの外に到着した時、一人の若いインディアンが白旗を振りながら馬で町の外に現れた。そのインディアンは、和平のための会合をもつために翌日まで戦闘をしないことを要求するテンスカタワの伝言を伝えた。ハリソンは同意したが、テンスカタワの調停案を疑い、夜通し歩哨を立てていた。テンスカタワ達は、恐らくハリソンが彼らの集落を襲おうと考えていると思い、先制攻撃を撃つ賭けに出ることを決め、約500名の戦士がアメリカ軍の宿営地に向かった。
どのようにしてその戦闘が始まったのか現存する資料では正確なところが不明であるが、ハリソンの立てた歩哨が11月7日の夜明け前に進軍してくるインディアン戦士に遭遇した。ハリソンの兵士たちが銃声を聞いて目覚めた時、すでにインディアンに囲まれかけていることが分かった。激しい戦闘が起こり、インディアン戦士がハリソン隊の防衛線を突き破り宿営地の中まで入って来た。歩哨たちが宿営地に逃げ帰ってくると、兵士達は直ぐに自発的に集団を作り、防衛線を確保しながら反撃を開始した。この日の朝の間、ハリソン隊は何度も攻撃を跳ね返し、遂にインディアン戦士は撤退した。ハリソン隊は68名が戦死または瀕死の重傷となり、また約120名が負傷した。インディアンの被害は諸説あるが、歴史家の推測では50名以上が戦死し、70ないし80名が負傷した。
テカムセが直ぐにも援軍を連れて帰ってくることを恐れたハリソンはその陣地の防御を固めることを命じた。翌11月8日、ハリソンが少数の兵士にインディアン集落を偵察に行かせると、集落はもぬけの殻だった。インディアンは夜の間に村から抜け出していた。勝ち誇ったアメリカ軍は集落を焼き払いビンセンズに戻った。ハリソン軍の方が損害の大きい戦いではあったが、結果をみればハリソン軍の勝利という解釈がなされた。

## その後
テンスカタワは、「白人の武器はインディアン戦士を傷つけられない」と預言していたが、この戦闘の結果は彼の威信と兄の信頼を失うものとなった。これは重大な挫折とはなったが、テカムセは南部から戻ると密かに同盟の再結成を始めた。アメリカが1812年に米英戦争を始めると、テカムセはカナダのイギリス軍も味方にした。その結果カナダの人々はテカムセをカナダの防衛者として記憶したが、米英戦争でのテカムセの行動はインディアンを外部からの力から守るための努力の継続であり、その途中で倒れることになった。
ハリソンはティッペカヌーの戦いがテカムセの同盟に致命傷を負わせたと主張した。ハリソンはこのことで、「ティッペカヌー」という渾名を貰い、この勝利の記憶を民衆に伝えて1840年の大統領選挙で勝利した（第9代アメリカ合衆国大統領）。